# Керрі-блю-тер'єр
Керрі-блю-тер'єр (англ. Kerry Blue Terrier) — товариські собаки. Віддані, вірні, мисливці і хороші охоронці. Якщо собаки відчують, що хазяїну погрожує небезпека, вони готові пуститися у бійку з псом абсолютно будь-якого розміру. Люблять плавати, на пляжах потрібно бути обережним керрі може почати «рятувати» усіх людей.

## Опис
Середній за розміром собака. Забарвлення: блакитне різних відтінків, можуть бути присутніми чорні відмітини. Шерсть у них густа, довга, хвиляста, блискуча, м'яка і шовковиста. Цуценята народжуються чорними а у 18 місяців змінюють остаточно забарвлення.

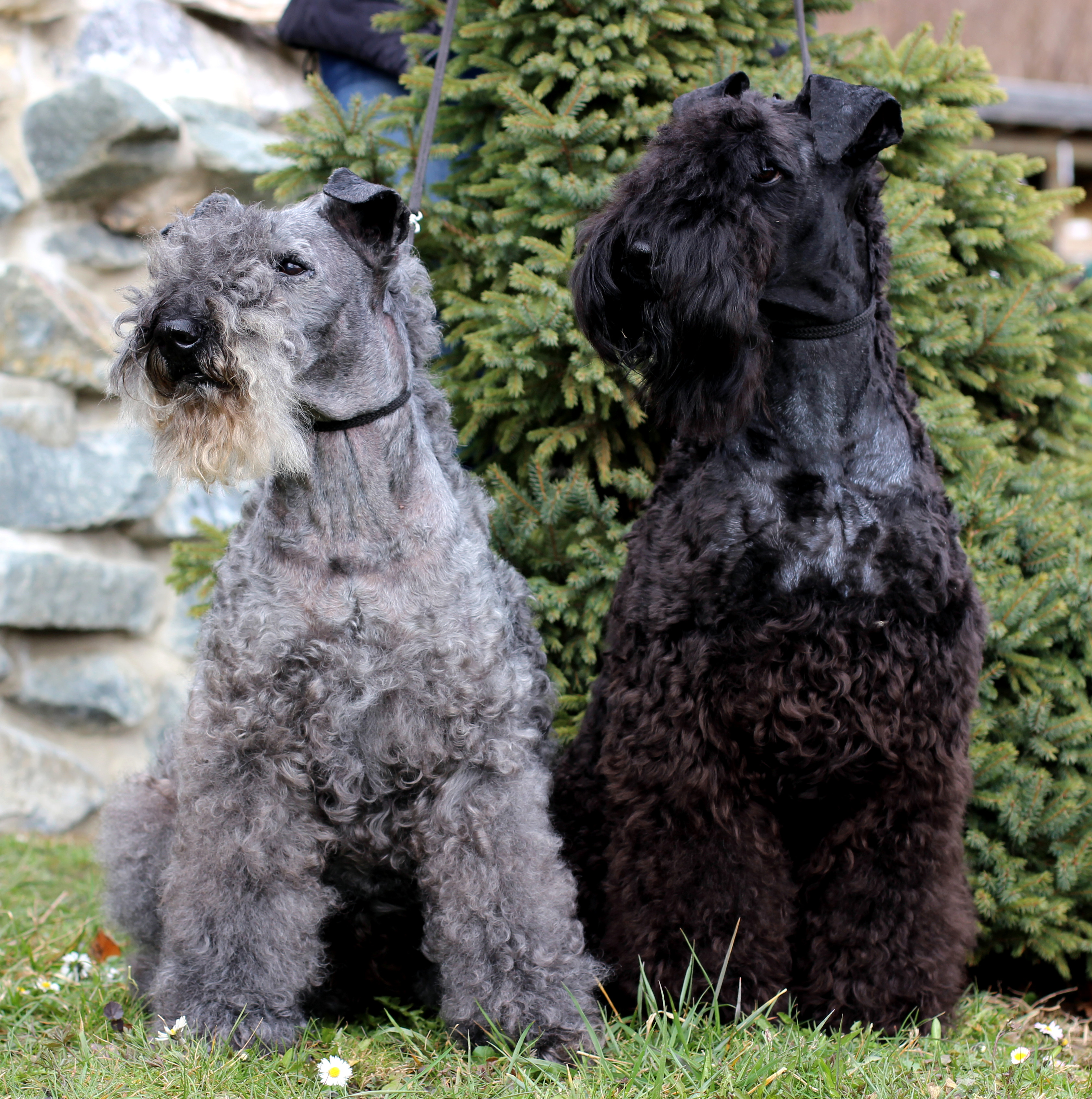

## Історія
Порода була виведена в Ірландії. На жаль, переконливих даних про походження породи не існує. Перший клуб любителів цієї породи було відкрито 1920 році. Ці собаки брали участь виставці в 1922 році яка проходила в Англії, а у 1928 році були названі «майже досконалим собакою».

## Характер
Ці собаки віданні, прив'язуються до хазяїна. Добрі, терплячі по відношенню до дітей, вони обожнюють сім'ю, в якій живуть, для них головне увага і любов хазяїна. Але можуть бути агресивними до інших собак, хазяїн повинен бути з твердим характером, якому собака буде підкорятиметься.

## Здоров'я та хвороба
Керрі відносяться до порід-довгожителів, що відрізняються хорошим здоров'ям. У них, на жаль, є ризик захворювання такими хворобами, як: дисплазія тазостегнових суглобів, гіпотиреоз, ентропіон (заворот повік), хронічний отит, катаракта. Також вони схильні до ракових захворювань.